# منهج التميز

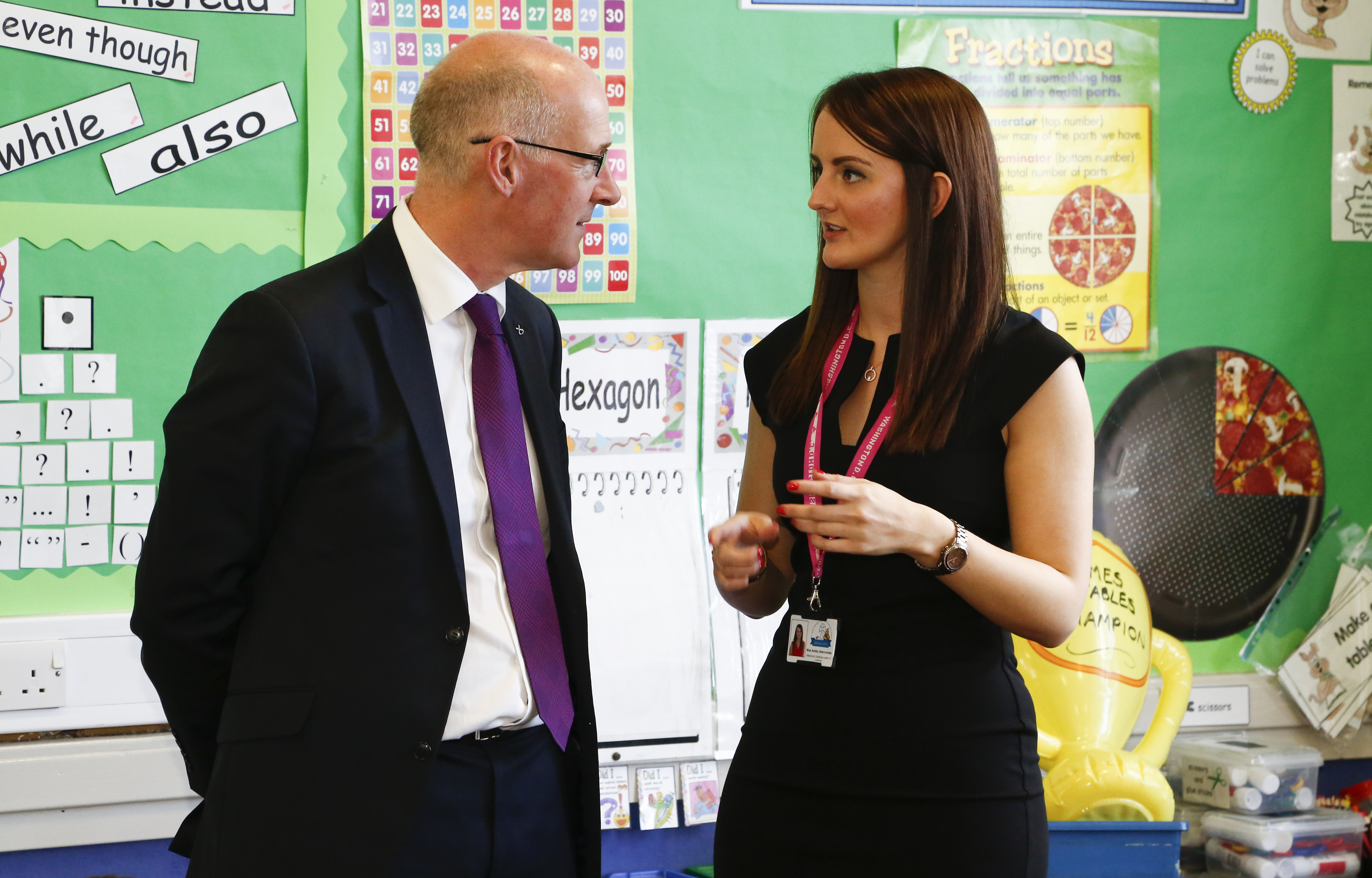
تم نشر إرشادات جديدة للمعلمين اليوم لتقليل عبء العمل والبيروقراطية. يأتي النشر في أعقاب المخاوف التي عبر عنها المعلمون حول عبء عمل المناهج الدراسية المتميزة والالتزام الذي قدمه نائب الوزير الأول جون سويني في خطة تقديم التعليم لتقليل عبء عمل المعلمين. بعد إطلاق الإرشادات الجديدة، تحدث نائب الوزير الأول والمفتش العام للتعليم والرئيس التنفيذي للتعليم في اسكتلندا، الدكتور بيل ماكسويل، مباشرة إلى المعلمين من خلال لقاء Glow. وفي حديثه في إطلاق الإرشادات الجديدة في مدرسة سانت روش الابتدائية وذوي الإعاقة السمعية، قال السيد سويني، "كان أحد أول الأشياء التي أردت القيام بها، عندما تم تعييني وزيرًا للتعليم، هو الخروج ومقابلة المعلمين وجهاً لوجه والاستماع إليهم مباشرة حول كيفية تحسين نظامنا التعليمي. كان عبء العمل أحد أكثر المخاوف شيوعًا، لذلك أردت اتخاذ إجراءات فورية لمعالجة هذا الأمر لإعطاء المعلمين الوقت والمساحة للقيام بوظائفهم.

مناهج التميز هي المناهج الدراسية للمدارس الاسكتلندية الخاصة بالمتعلمين من سن 3 إلى 18 عامًا. وقد تم تطويرها من خلال ممارسة التشاور عام 2002 ـ «الجدل القومي الخاص بالتعليم» ـ التي قامت بها الجهة التنفيذية الأسكتلندية حول حالة التعليم المدرسي. حيث قام الوزراء، استجابة للجدل الوطني، بإنشاء مجموعة لمراجعة المنهج الدراسي في نوفمبر 2003 لتحديد أغراض التعليم لمن تتراوح أعمارهم بين 3 و18 عامًا ولتحديد المبادئ الأساسية التي ستطبق لإعادة تصميم المناهج الدراسية. ولقد أثمر عملها عن إصدار وثيقة مناهج التميز في نوفمبر 2004. حددت هذه الوثيقة أربعة أغراض أساسية للتعليم، هي تلك التي تمكن الشباب من أن يصبحوا «متعلمين ناجحين، وأشخاصًا ذوي ثقة بالنفس، ومواطنين مسؤولين ومشاركين متسمين بالفعالية».

## النقد
اعتقد الكثير من أصحاب مهنة التدريس باسكتلندا قبل تقديم مناهج التميز، بما في ذلك اتحاد نقابة المعلمين (EIS) وأعضاؤها، أن مناهج التميز غامضة، لا سيما تلك التي تتعلق بـ «النتائج والتجارب» المقترحة الخاصة بها. حيث كانت هناك مخاوف من أنه قد ينتج عن عدم الدقة هذا نقص في الوضوح فيما يخص المتوقع من المعلمين بحجرة الدراسة وما يخص تقييم تقدم الطلاب والتحصيل.
المنهج الدراسي حاليًا، (يناير 2013)، في الفصل الدراسي الثاني للسنة الأولى من تطبيقه، ولا تزال المخاوف منصبة على التقييم.
دفعت المخاوف الأولية واحدة من أنجح الهيئات المحلية الأسكتلندية التعليمية، بإقليم رينفروشاير الشرقية (East Renfrewshire)، إلى تأجيل تطبيق المنهج الجديد بمرحلة التعليم الثانوي لمدة عام. واختارت بعض المدارس الأسكتلندية المستقلة، بما فيها مدرسة القديس ألويسيوس (St Aloysius' College)، في غلاسكو، القيام بذلك أيضا.
وقررت بإدنبرة (St George's School for Girls)، مدرسة مستقلة في إدنبرة، عدم تطبيق مناهج التميز ومنحت الشهادة العامة للتعليم الثانوي للطلاب الذين أتموا دراسة فصولها الأقل من 5 (السنة الرابعة الثانوية أو S4) بداية من عام 2013 فصاعدًا.

## وصلات خارجية
- Curriculum for Excellence Website
- BBC guide